# Marching Out
Marching Out är Yngwie Malmsteens andra soloalbum, utgivet 1985.
Albumet innehåller mer traditionellt arrangerade låtar med sång till skillnad från hans progressiva och övervägande instrumentala solodebut Rising Force.

## Låtlista
Samtliga låtar skrivna av Yngwie Malmsteen, om annat inte anges.
1. "Prelude" - 1:00
2. "I'll See the Light, Tonight" (Yngwie Malmsteen/Jeff Scott Soto) - 4:24
3. "Don't Let It End" - 4:07
4. "Disciples of Hell" - 5:53
5. "I Am a Viking" - 5:58
6. "Overture 1383" - 2:59
7. "Anguish and Fear" - 3:47
8. "On the Run Again" (Yngwie Malmsteen/Jeff Scott Soto) - 3:22
9. "Soldier Without Faith" - 6:08
10. "Caught in the Middle" (Yngwie Malmsteen/Jeff Scott Soto) - 4:17
11. "Marching Out" - 3:08

## Bandmedlemmar
- Yngwie Malmsteen: Elgitarr, akustisk gitarr
- Jens Johansson: Synthesizer, piano
- Anders Johansson: Trummor
- Marcel Jacob: Elbas
- Jeff Scott Soto: Sång